# Secrets et Mensonges
Pour les articles homonymes, voir Secrets and Lies.
Pour plus de détails, voir Fiche technique et Distribution.
Secrets et Mensonges (Secrets and Lies) est un film franco-britannique de Mike Leigh, sorti en 1996.
Le film a obtenu la Palme d'or et a valu à Brenda Blethyn le prix d'interprétation féminine lors du 49e Festival de Cannes.

## Synopsis
À Londres, Hortense, jeune femme noire de vingt-sept ans dont la mère adoptive vient de mourir, part à la recherche de sa mère biologique. Celle-ci s'avère être Cynthia, une ouvrière blanche vivant dans un quartier populaire et mère célibataire d'une autre fille plus jeune, Roxanne, employée à la voirie et avec qui elle a de sérieux problèmes relationnels.
L'arrivée de cette enfant cachée, que Cynthia a eue à l'âge de 15 ans et qu'elle n'a pas même voulu regarder (elle ignorait qu'Hortense était noire), va mettre au jour d'anciens secrets et mensonges qui minent l'entente de la famille — secrets vis-à-vis de sa fille, mais aussi de son jeune frère, auquel elle a servi de seconde mère et qu'elle a favorisé, ainsi que de la femme de celui-ci.

## Fiche technique
Sauf indication contraire, les informations mentionnées dans cette section peuvent être confirmées par la base de données cinématographiques IMDb,  présente dans la section « Liens externes ».
- Titre original : Secrets and Lies
- Titre français : Secrets et Mensonges[2]
- Réalisation : Mike Leigh
- Scénario : Mike Leigh
- Musique : Andrew Dickson
- Photographie : Dick Pope
- Montage : Jon Gregory
- Production : Simon Channing Williams
- Sociétés de production : Channel 4 (Londres), Ciby 2000 (Paris), Thin Man Films (en) (Londres)
- Société de distribution : Ciby Distribution
- Pays de production :  Royaume-Uni |  France[2]
- Langue originale : anglais britannique
- Format : Couleurs - 1,85:1 - Son Dolby Digital - 35 mm
- Genre : Comédie sociale[2], drame
- Durée : 135 minutes
- Date de sortie : 
  - France : 10 mai 1996 (festival de Cannes 1996) ; 18 septembre 1996 (sortie nationale[2])
  - Royaume-Uni : 24 mai 1996

## Distribution
- Brenda Blethyn (VF : Anne Ludovik) : Cynthia
- Marianne Jean-Baptiste (VF : Annie Milon) : Hortense
- Timothy Spall (VF : Michel Papineschi) : Maurice
- Phyllis Logan (VF : Céline Monsarrat) : Monica
- Claire Rushbrook (VF : Natacha Muller) : Roxanne
- Elizabeth Berrington (VF : Véronique Alycia) : Jane
- Michele Austin (VF : Catherine Artigala) : Dionne
- Lee Ross (VF : Ludovic Baugin) : Paul
- Lesley Manville (VF : Catherine Privat) : l'assistante sociale
- Ron Cook (VF : Michel Fortin) : Stuart Christian
- Emma Amos (en) : la jeune femme à la balafre
- Brian Bovell (VF : Tanguy Goasdoué) : le frère d'Hortense
- Trevor Laird (VF : Patrice Baudrier) : l'autre frère d'Hortense
- Janice Acquah (VF : Martine Meiraghe) : la jeune opticienne, collègue d'Hortense
- Annie Hayes (VF : Martine Meiraghe) : la mère lors d'une photo en famille
- Alison Steadman : la propriétaire du chien
- Sheila Kelley (VF : Odile Schmitt) : la mère fertile
- Angela Curran (VF : Catherine Artigala) : la maman du petit garçon
- Ruth Sheen : la femme qui rit

## Distinctions
- Festival de Cannes 1996[1] : Palme d'or, prix d'interprétation féminine pour Brenda Blethyn, prix FIPRESCI et prix du jury œcuménique
- LAFCA Awards 1996 : meilleur film
- Prix Goya 1997 : meilleur film européen